# Michael Lerner
Michael Lerner (Brooklyn, Nueva York; 22 de junio de 1941-8 de abril de 2023) fue un actor estadounidense. Fue nominado al premio Óscar como Mejor actor de reparto por su participación en la película Barton Fink (1991) de los hermanos Coen.

## Biografía
Lerner nació en Brooklyn, Nueva York, en una familia de origen judío-rumana, hijo de Blanche y George Lerner, pescador y vendedor de antigüedades. Michael fue criado en los barrios neoyorquinos de Bensonhurst y Red Hook. Su hermano, Ken Lerner, también es actor. Después de graduarse en el Brooklyn College y en la Academia de Música y Arte Dramático de Londres, Lerner comenzó su carrera como actor a fines de los años 1960 en el American Conservatory Theater de San Francisco. A los 24 años de edad interpretó a Hieronymous the Miser en una producción de la radio KPFA de la obra de Michel de Ghelderode, Red Magic.
Durante los años 70, Lerner comenzó a realizar varias actuaciones como invitado en series de televisión como The Brady Bunch, The Odd Couple y M*A*S*H. Apareció en tres episodios de The Rockford Files. En 1974, trabajó en la obra para la televisión The Missiles of October, interpretando al secretario de prensa del presidente John F. Kennedy, Pierre Salinger.
En 1970 hizo su debut en el cine en la película Alex in Wonderland, con Donald Sutherland. A continuación participaría como secundario en películas de Hollywood como El candidato con Robert Redford, St. Ives con Charles Bronson y El cartero siempre llama dos veces con Jack Nicholson. En 1991 interpretó al productor de cine Jack Lipnick en Barton Fink de los hermanos Coen, una actuación por la cual fue nominado a los Premios Oscar como mejor actor de reparto. En 1998, participó en la película Godzilla, interpretando al alcalde de Nueva York.
Lerner murió el 8 de abril de 2023, a la edad de 81 años.

## Filmografía
- Alex in Wonderland, (1970) Leo
- The Candidate, (1972) Corliss
- Firehouse, (1973) Ernie Bush
- Busting, (1974) Marvin
- Newman's Law, (1974) Frank Acker
- Hangup, (1975) Richard
- Dark Victory, (1976, telefilm) Manny
- St. Ives, (1976) Myron Green
- Scott Free, (1976) Santini
- The Other Side of Midnight, (1977) Barbet
- Killer on Board, (1977) Dr. Berglund
- Outlaw Blues, (1977) Hatch
- A Love Affair: The Eleanor and Lou Gehrig Story, (1978) Dr. Canlan
- Ruby and Oswald, (1978) Jack Ruby
- Golden Girl, (1979) Sternberg
- The Baltimore Bullet, (1980) Paulie
- Coast to Coast, (1980) Dr. Frederick Froll
- Borderline, (1980) Henry Lydell
- El cartero siempre llama dos veces, (1981) Mr. Katz
- Threshold, (1981) Henry de Vici
- National Lampoon's Class Reunion, (1982) Dr. Robert Young
- Hill Street Blues, (1983-1985, serie de televisión ) Rollie Simone
- Strange Invaders, (1983) Willie Collings
- Rita Hayworth: The Love Goddess, (1983) Harry Cohn
- Movers & Shakers, (1984) Arnie
- The Execution, (1985) Sidney Ferraro
- The Child is Mine, (1985) Abe Rosenberg
- Secret Sundays, (1986) Mario Pinelli
- Angustia, (1987) John Pressman
- Hands of a Stranger, (1987) Capitán Cirillo
- The King of Love, (1987) Nat Goldberg
- Any Man's Death, (1988) Herb Denner
- Vibes, (1988) Burt Wilder
- Eight Men Out, (1988) Arnold Rothstein
- Harlem Nights, (1989) Bugsy Calhoune
- Framed, (1990, telefilm) Elliot Shane
- Maniac Cop 2, (1990) Edward Doyle
- Barton Fink, (1991) Jack Lipnick
- Omen IV: The Awakening,  (1991) Earl Knight
- Newsies, (1992) Weasel
- The Comrades of Summer, (1992) George
- Amos & Andrew, (1993) Phil Gillman
- Cheque en blanco, (1994) Biderman
- No Escape, (1994) Alcaide
- Radioland Murders, (1994) Teniente Cross
- The Road to Wellville, (1994) Goodloe Bender
- No Way Back, (1995) Frank Serlano
- A Pyromaniac's Love Story, (1995) Perry
- Clueless, (1996-1997, serie de televisión) Mel Horowitz
- For Richer or Poorer, (1997) Phillip Kleinman
- Godzilla, (1998) Alcalde Ebert
- Safe Men, (1998) Big Fat Bernie Gayle
- Tale of the Mummy, (1998) Profesor Marcus
- Celebrity, (1998) Dr. Lupus
- Mi marciano favorito, (1999) Channing
- The Mod Squad, (1999) Howard
- Murder at the Cannes Film Festival, (2000) Morrie Borelli
- Attention Shoppers, (2000) Khourosh
- Mockingbird Don't Sing, (2001) Dr. Stan York
- 101 dálmatas 2, (2002) Productor (voz)
- Elf, (2003) Fulton
- Nobody Knows Anthing!, (2003) Tío Lou
- The Calcium Kid, (2004) Artie Cohen
- Poster Boy, (2004) Jack Kray
- When Do We Eat?, (2005) Ira Stuckman
- Love and Other Disasters, (2005) Morty
- The Last Time, (2006) Leguzza
- A Dennis the Menace Christmas, (2007) Mr. Souse
- Yonkers Joe, (2008) Stanley
- Life During Wartime, (2009) Harvey
- A Serious Man, (2009) Solomon Schlutz
- The Bannen Way, (2010) The Mensch
- Pete Smalls Is Dead, (2010) Leonard Proval
- Atlas Shrugged: Part I, (2011) Wesley Mouch
- Mirror mirror, (2012) El Barón

## Premios y reconocimientos
Premios Óscar
| Año  | Categoría              | Trabajo nominado | Resultado |
| ---- | ---------------------- | ---------------- | --------- |
| 1992 | Mejor actor de reparto | Barton Fink      | Nominado  |